# بي بي سي اكسترا
بي بي سي اكسترا (بالإنجليزية:  BBC XTRA)‏ هو برنامج واسع الانتشار يذاع على إذاعة بي بي سي العربية، ويغطي أهم القضايا والأخبار الاجتماعية والثقافية والاقتصادية في اطار عصري سريع. يذاع على مدار ساعتين يوميًا في الساعة 14:06 GMT، ويعاد بنفس اليوم الساعة 18:06 GMT. وبالعادة يقدم البرنامج اثنان من المذيعين في الحلقة الواحدة وأحيانا مذيع واحد. ومن أشهر المذيعين والذين قاموا بإطلاق البرنامج سمير فرح ورولا الايوبي.

## فقرات البرنامج
يبدأ البرنامج بتقرير عن قضية ما تشغل الوطن العربي ويتم الاتصال والمشاركة في هذه القضية وعادة تكون اجتماعية ومن ثم ينتقل البرنامج إلى طائفة من الاخبار المتنوعة وبعد ذلك ينتقل إلى أهم الاخبار في الصحف الصادرة في لندن. وبعدها يقومون بانتقاء جملة من إحدى الأغاني الإنجليزية وترجمتها لتعليم المستمعين الإنجليزية وبعدها أيضا يتم تكرار اللغة الإنجليزية مع الترجمة.

## وصلات خارجية
- صفحة البرنامج على موقع هيئة الإذاعة البريطانية (النسخة العربية)
- Old BBC Arabic website